# Nekrolog November 2012
Nekrolog
◄◄
| ◄
| 2008
| 2009
| 2010
| 2011
| 2012 | 2013 | 2014 | 2015 | 2016 | ► | ►►
Januar |
Februar |
März |
April |
Mai |
Juni |
Juli |
August |
September |
Oktober |
November |
Dezember 2012
Weitere Ereignisse | Allgemeiner Nekrolog 2012
Die Beschreibung der verstorbenen Person sollte so kurz wie möglich gehalten sein und nur deren signifikante Tätigkeit(en) enthalten.
Neue Namen ggf. auch unter dem Geburts- und Sterbedatum, also etwa unter 1. Januar und im Geburts- und Sterbejahr (2024) eintragen (nur bei entsprechender großer Wichtigkeit). Für Beispiele siehe die schon vorhandenen Artikel.
Außerdem über die fünf zuletzt Verstorbenen, zu denen es einen ausreichend guten Artikel für eine Präsentation auf der Hauptseite gibt, nach der todesbedingten Überarbeitung der Artikel ggf. auch unter Wikipedia Diskussion:Hauptseite informieren und sie am besten auch in den anderen Wikipedia-Sprachversionen eintragen. Tipp: Regelmäßig bei news.google.de nach „ist tot“, „gestorben“ oder „verstorben“ suchen.
Wenn eine Person gestorben ist, gibt es viele Seiten zu dieser Person in der Wikipedia, die davon auch betroffen sind und entsprechend aktualisiert werden müssen. Beispiele: Namenübersichtsseite, Geburtsjahr, Geburtsort-Seiten und viele mehr.
Wie finde ich die betroffenen Seiten?
Im Suchfeld auf der linken Seite gibt man den Suchbegriff so ein: „Vorname Nachname“. Dann klickt man auf Volltext und alle Seiten mit entsprechendem Suchtext werden aufgerufen. Hier sieht man dann schnell, wo auch das Todesjahr Sinn macht oder sogar ein Teil des Artikels angepasst werden muss. Auch hilft das „Werkzeug“ auf der linken Seite sehr gut, um solche Seiten aufzufinden: „Links auf diese Seite“. Somit ist die Wikipedia wieder aktuell in allen Bereichen! Hinweis: bei Eintragung der Kategorie „Gestorben JAHR“ wird der Missbrauchsfilter 49 ausgelöst, was jedoch nicht schlimm ist. Siehe: Spezial:Missbrauchsfilter/49
Dies ist eine Liste von im November 2012 verstorbenen bekannten Persönlichkeiten. Die Einträge erfolgen innerhalb der einzelnen Daten alphabetisch sortiert. Tiere sind im Nekrolog für Tiere zu finden.

## November
| Tag          | Name                                              | Beruf, bekannt als                                                                                              | Alter | Beleg         |
| ------------ | ------------------------------------------------- | --- | ----- | ------------- |
| 1. November  | Brad Armstrong                                    | US-amerikanischer Wrestler                                                                                      | 51    |               |
| 1. November  | Budaq Budaqov                                     | sowjetischer bzw. aserbaidschanischer Geograph                                                                  | 84    |               |
| 1. November  | Chen Zude                                         | chinesischer Go-Spieler                                                                                         | 68    |               |
| 1. November  | Agustín García Calvo                              | spanischer Philosoph                                                                                            | 86    |               |
| 1. November  | Ludwig Leo                                        | deutscher Architekt                                                                                             | 88    |               |
| 1. November  | Alfred Lichter                                    | deutscher Maler und Bildhauer                                                                                   | 95    |               |
| 1. November  | Geoffrey Lofthouse, Baron Lofthouse of Pontefract | britischer Politiker                                                                                            | 86    |               |
| 1. November  | Jan Louwers                                       | niederländischer Fußballspieler                                                                                 | 82    |               |
| 1. November  | Mitch Lucker                                      | US-amerikanischer Sänger                                                                                        | 28    |               |
| 1. November  | Kathrin Mühlemann                                 | Schweizer Medizinerin                                                                                           | 54    |               |
| 1. November  | William J. Willis                                 | US-amerikanischer Teilchenphysiker                                                                              | 80    |               |
| 2. November  | Milt Campbell                                     | US-amerikanischer Leichtathlet, American- und Canadian-Football-Spieler                                         | 78    |               |
| 2. November  | David L. Cornwell                                 | US-amerikanischer Politiker                                                                                     | 67    |               |
| 2. November  | Han Suyin                                         | chinesische Schriftstellerin                                                                                    | 95    |               |
| 2. November  | Gerd Knäpper                                      | deutscher Keramiker                                                                                             | 69    |               |
| 2. November  | Hans Lindgren                                     | schwedischer Schauspieler                                                                                       | 80    |               |
| 2. November  | Gustav Nonnenmacher                               | deutscher Bildhauer und Grafiker                                                                                | 98    |               |
| 2. November  | Ray Pitts                                         | US-amerikanischer Jazzmusiker                                                                                   | 80    |               |
| 2. November  | Pino Rauti                                        | italienischer Politiker                                                                                         | 85    |               |
| 2. November  | János Rózsás                                      | ungarischer Schriftsteller                                                                                      | 86    |               |
| 2. November  | Shreeram Abhyankar                                | indischer Mathematiker                                                                                          | 82    |               |
| 2. November  | Roger Jacob Steiner                               | US-amerikanischer Romanist, Französist, Hispanist und Lexikograf                                                | 88    |               |
| 2. November  | John Wise, 2. Baron Wise                          | britischer Politiker                                                                                            | 89    |               |
| 3. November  | Carmélia Alves                                    | brasilianische Sängerin                                                                                         | 89    |               |
| 3. November  | Hans Henrik Andersen                              | dänischer Atomphysiker                                                                                          | 75    | [ 1 ]         |
| 3. November  | Anne-Lise Berntsen                                | norwegische Opernsängerin                                                                                       | 69    |               |
| 3. November  | Odd Børretzen                                     | norwegischer Autor, Illustrator und Künstler                                                                    | 85    |               |
| 3. November  | Franz Dumont                                      | deutscher Historiker                                                                                            | 67    |               |
| 3. November  | Tommy Godwin                                      | britischer Radrennfahrer                                                                                        | 91    |               |
| 3. November  | Manfred Meurer                                    | deutscher Geoökologe                                                                                            | 65    |               |
| 3. November  | Kailashpati Mishra                                | indischer Politiker                                                                                             | 86    |               |
| 3. November  | Karl Ernst Roessler                               | deutscher Journalist                                                                                            | 93    |               |
| 3. November  | Théo Tobiasse                                     | französischer Maler, Zeichner und Bildhauer                                                                     | 85    |               |
| 3. November  | Ingegerd Troedsson                                | schwedische Politikerin                                                                                         | 83    |               |
| 3. November  | Wassili Wladimirow                                | russischer Mathematiker                                                                                         | 89    |               |
| 4. November  | Anne-Marie Albiach                                | französische Schriftstellerin und Übersetzerin                                                                  | 75    |               |
| 4. November  | Frolinde Balser                                   | deutsche Politikerin                                                                                            | 88    |               |
| 4. November  | Pier Cesare Bori                                  | italienischer Religionswissenschaftler                                                                          | 75    |               |
| 4. November  | Ted Curson                                        | US-amerikanischer Jazzmusiker                                                                                   | 77    |               |
| 4. November  | Jane Holtz Kay                                    | US-amerikanische Stadtplanungs- und Architekturkritikerin                                                       | 74    |               |
| 4. November  | Reg Pickett                                       | englischer Fußballspieler                                                                                       | 85    |               |
| 4. November  | David Resnick                                     | israelischer Architekt                                                                                          | 88    |               |
| 4. November  | Gunter Schnaubelt                                 | österreichischer Fußballschiedsrichter                                                                          | 70    |               |
| 4. November  | Luís Maria Teixeira Pinto                         | portugiesischer Ökonom und Politiker                                                                            | 85    |               |
| 4. November  | Emil Waldmann                                     | deutscher Maler und Grafiker                                                                                    | 87    |               |
| 4. November  | Hans-Jürgen Wende                                 | deutscher Handballspieler                                                                                       | 86    | [ 2 ]         |
| 5. November  | Antonio Albanés                                   | uruguayischer Radsportler                                                                                       | ≈80   |               |
| 5. November  | Joseph Oliver Bowers                              | dominicanischer Bischof                                                                                         | 102   |               |
| 5. November  | Olympe Bradna                                     | französische Schauspielerin und Tänzerin                                                                        | 92    |               |
| 5. November  | Elliott Carter                                    | US-amerikanischer Komponist                                                                                     | 103   |               |
| 5. November  | Leonardo Favio                                    | argentinischer Filmregisseur, Sänger, Komponist, Filmproduzent, Drehbuchautor und Schauspieler                  | 74    |               |
| 5. November  | Michael Häsch                                     | deutscher Politiker                                                                                             | 82    |               |
| 5. November  | Bob Kaplan                                        | kanadischer Politiker                                                                                           | 75    |               |
| 5. November  | Louis Pienaar                                     | südafrikanischer Politiker                                                                                      | 86    |               |
| 5. November  | Keith Ripley                                      | englischer Fußballspieler                                                                                       | 77    |               |
| 5. November  | Stalking Cat                                      | US-amerikanischer Körperkünstler                                                                                | 54    |               |
| 5. November  | Jimmy Stephen                                     | schottischer Fußballspieler                                                                                     | 90    |               |
| 5. November  | Siegfried Vergin                                  | deutscher Politiker                                                                                             | 79    |               |
| 5. November  | Petrus Wandrey                                    | deutscher Künstler                                                                                              | 73    |               |
| 6. November  | Aloysius Balina                                   | tansanischer Bischof                                                                                            | 67    | [ 3 ]         |
| 6. November  | Hetty Blok                                        | niederländische Schauspielerin und Sängerin                                                                     | 92    |               |
| 6. November  | Samuel Guo Chuan-zhen                             | chinesischer Bischof                                                                                            | 94    |               |
| 6. November  | Charles Delporte                                  | belgischer Maler und Bildhauer                                                                                  | 83    |               |
| 6. November  | Clive Dunn                                        | britischer Schauspieler                                                                                         | 92    |               |
| 6. November  | Vladimír Jiránek                                  | tschechischer Künstler                                                                                          | 74    |               |
| 6. November  | Makoto Kikuchi                                    | japanischer Physiker                                                                                            | 86    |               |
| 6. November  | Rudolf Küster                                     | deutscher Gewichtheber und Kraftsportler                                                                        | 57    |               |
| 6. November  | Hellmut Reichel                                   | deutscher Geistlicher und Bischof der Herrnhuter Brüdergemeine                                                  | 96    |               |
| 6. November  | Damaskinos Petros Roumeliotis                     | griechischer Bischof                                                                                            | 92    |               |
| 6. November  | Carmen Martínez Sierra                            | spanische Schauspielerin und Sängerin                                                                           | 108   |               |
| 6. November  | Maxim                                             | Patriarch von Bulgarien                                                                                         | 98    |               |
| 6. November  | Ivor Powell                                       | walisischer Fußballspieler und -manager                                                                         | 96    |               |
| 6. November  | Milivoj Slaviček                                  | jugoslawischer Schriftsteller                                                                                   | 83    |               |
| 6. November  | Fred Zander                                       | deutscher Politiker                                                                                             | 77    |               |
| 7. November  | Carmen Basilio                                    | US-amerikanischer Boxer                                                                                         | 85    |               |
| 7. November  | Heinz-Jürgen Blome                                | deutscher Fußballspieler                                                                                        | 65    |               |
| 7. November  | Hans Bonkas                                       | deutscher Sozialdemokrat                                                                                        | ≈91   |               |
| 7. November  | Karl Czok                                         | deutscher Politiker                                                                                             | 62    |               |
| 7. November  | Ellen Douglas                                     | US-amerikanische Schriftstellerin                                                                               | 91    |               |
| 7. November  | Günter Herrmann                                   | saarländischer und deutscher Fußballspieler                                                                     | 78    |               |
| 7. November  | Christoph Hülsenberg                              | deutscher Gebrauchsgrafiker                                                                                     | 71    |               |
| 7. November  | Andrej Kokot                                      | österreichischer Schriftsteller                                                                                 | 75    |               |
| 7. November  | Otto Largiadèr                                    | Schweizer Politiker                                                                                             | 86    |               |
| 7. November  | Miggy                                             | niederländische Sängerin                                                                                        | 51    |               |
| 7. November  | Kevin O’Donnell                                   | US-amerikanischer Schriftsteller                                                                                | 61    |               |
| 7. November  | David Olive                                       | britischer theoretischer Physiker                                                                               | 75    |               |
| 7. November  | Harry McShane                                     | schottischer Fußballspieler                                                                                     | 92    |               |
| 7. November  | Jacques Rey                                       | Schweizer Automobilrennfahrer                                                                                   | 89    |               |
| 7. November  | Richard Robbins                                   | US-amerikanischer Filmkomponist                                                                                 | 71    |               |
| 7. November  | Darrell Royal                                     | US-amerikanischer Footballtrainer                                                                               | 88    |               |
| 7. November  | Ursula Siemens                                    | deutsche Politikerin                                                                                            | 91    |               |
| 7. November  | Elliott Stein                                     | US-amerikanischer Journalist und Historiker                                                                     | 83    |               |
| 8. November  | Lucille Bliss                                     | US-amerikanische Schauspielerin und Synchronsprecherin                                                          | 96    |               |
| 8. November  | Lizardo Díaz                                      | kolumbianischer Schauspieler                                                                                    | 84    |               |
| 8. November  | Hugo Hammans                                      | deutscher Politiker                                                                                             | 85    |               |
| 8. November  | Peter Heinrich                                    | deutscher Chirurg                                                                                               | 84    |               |
| 8. November  | Peter Kuhlmann                                    | deutscher Musiker                                                                                               | 51    |               |
| 8. November  | Cornel Lucas                                      | britischer Fotograf                                                                                             | 92    |               |
| 8. November  | Lee MacPhail                                      | US-amerikanischer Baseballfunktionär                                                                            | 95    |               |
| 8. November  | Li Moran                                          | chinesischer Schauspieler                                                                                       | 85    |               |
| 8. November  | Walter Nowojski                                   | deutscher Journalist                                                                                            | 80    |               |
| 8. November  | Ian Pearce                                        | australischer Jazzpianist                                                                                       | 90    |               |
| 8. November  | Patrick Francis Sheehan                           | irischer Bischof                                                                                                | 80    |               |
| 8. November  | Hans Stoll                                        | deutscher Jurist                                                                                                | 86    |               |
| 8. November  | Jean-Pierre Tizon                                 | französischer Politiker                                                                                         | 92    |               |
| 8. November  | Hans Hammer                                       | deutscher Ingenieur und Hochschullehrer                                                                         | 87    |               |
| 8. November  | Cándido Velázquez                                 | spanischer Manager                                                                                              | 76    |               |
| 8. November  | Hans-Ulrich Wiemer                                | deutscher Filmregisseur                                                                                         | 83    |               |
| 9. November  | Dieter Bührle                                     | Schweizer Unternehmer                                                                                           | 90    |               |
| 9. November  | Milan Čič                                         | tschechoslowakischer Politiker                                                                                  | 80    |               |
| 9. November  | Iurie Darie                                       | rumänischer Schauspieler                                                                                        | 83    |               |
| 9. November  | Joseph D. Early                                   | US-amerikanischer Politiker                                                                                     | 79    |               |
| 9. November  | Bobbi Jordan                                      | US-amerikanische Schauspielerin                                                                                 | 75    |               |
| 9. November  | Will van Kralingen                                | niederländische Schauspielerin                                                                                  | 61    |               |
| 9. November  | Sergei Nikolski                                   | russischer Mathematiker                                                                                         | 107   |               |
| 9. November  | Pat Renella                                       | US-amerikanischer Schauspieler                                                                                  | 83    |               |
| 9. November  | Burkhart Rümelin                                  | deutscher Ingenieur                                                                                             | 96    |               |
| 9. November  | Bill Tarmey                                       | britischer Schauspieler                                                                                         | 71    |               |
| 10. November | José Alonso Morales                               | spanischer Philosoph und Theologe                                                                               | 73    |               |
| 10. November | Isabel Coe                                        | politische Aktivistin der Aborigines                                                                            |       |               |
| 10. November | Eric Devenport                                    | britischer Bischof                                                                                              | 86    |               |
| 10. November | Eric Day                                          | britischer Fußballspieler                                                                                       | 91    |               |
| 10. November | Wilhelm Hennis                                    | deutscher Politikwissenschaftler                                                                                | 89    |               |
| 10. November | Rolf Scheffbuch                                   | deutscher evangelischer Theologe                                                                                | 81    |               |
| 10. November | Li Shijun                                         | chinesischer Esperantist                                                                                        | 89    |               |
| 10. November | Jochen Ulrich                                     | deutscher Choreograf                                                                                            | 68    |               |
| 11. November | Rudi Fleck                                        | Oberbürgermeister von Rostock                                                                                   | 81    |               |
| 11. November | Josef Floren                                      | deutscher Klassischer Archäologe                                                                                | 71    |               |
| 11. November | John Frederick                                    | US-amerikanischer Schauspieler                                                                                  | 96    |               |
| 11. November | Rex Hunt                                          | britischer Politiker und Gouverneur                                                                             | 86    |               |
| 11. November | Farish A. Jenkins                                 | US-amerikanischer Paläontologe                                                                                  | 72    |               |
| 11. November | Hartwig Kelm                                      | deutscher Intendant                                                                                             | 79    |               |
| 11. November | Adolphe Low                                       | deutscher Antifaschist                                                                                          | 97    |               |
| 11. November | Vic Mees                                          | belgischer Fußballspieler                                                                                       | 85    |               |
| 11. November | Marcos Paulo (Simões)                             | brasilianischer Schauspieler und Regisseur                                                                      | 61    |               |
| 12. November | Arthur Bialas                                     | deutscher Fußballspieler                                                                                        | 81    |               |
| 12. November | Karl-Heinz Böhle                                  | deutscher Fotograf                                                                                              | 87    |               |
| 12. November | Bob French                                        | US-amerikanischer Schlagzeuger und Radiomoderator                                                               | 74    |               |
| 12. November | Wolf Gerlach                                      | deutscher Zeichner                                                                                              | 84    |               |
| 12. November | Alan Hopkins                                      | britischer Politiker                                                                                            | 86    |               |
| 12. November | Michel Hrynchyshyn                                | kanadischer Bischof                                                                                             | 83    |               |
| 12. November | Paul-André Lobstein                               | Kämpfer der Résistance                                                                                          | 89    |               |
| 12. November | Sergio Oliva                                      | kubanischer Bodybuilder                                                                                         | 71    |               |
| 12. November | Petre Partal                                      | rumänischer Politiker                                                                                           | 60    |               |
| 12. November | Daniel Stern                                      | US-amerikanischer Psychoanalytiker                                                                              | 78    |               |
| 12. November | Ronald Stretton                                   | britisch-kanadischer Bahnradsportler                                                                            | 82    |               |
| 12. November | Willis Whitfield                                  | US-amerikanischer Physiker, Erfinder des Reinraums                                                              | 92    |               |
| 13. November | Will Barnet                                       | US-amerikanischer Maler und Grafiker                                                                            | 101   |               |
| 13. November | Bryce Bayer                                       | US-amerikanischer Erfinder und Wissenschaftler                                                                  | 83    |               |
| 13. November | Franz-Walter Beyss                                | deutscher Tischtennisspieler                                                                                    | 69    |               |
| 13. November | Erazm Ciołek                                      | polnischer Fotograf                                                                                             | 75    |               |
| 13. November | Kenneth Cragg                                     | britischer Theologe                                                                                             | 99    |               |
| 13. November | Yao Defen                                         | chinesische Größenrekordhalterin                                                                                | 40    |               |
| 13. November | Anton Kathrein jun.                               | deutscher Unternehmer                                                                                           | 61    |               |
| 13. November | Peter Schifko                                     | österreichischer Romanist                                                                                       | ?     |               |
| 13. November | Robert Shirley, 13. Earl Ferrers                  | britischer Politiker                                                                                            | 83    |               |
| 13. November | Jürgen Wolfgramm (Mr. Cox)                        | deutscher Zauberkünstler                                                                                        | 80    |               |
| 14. November | Alex Alves                                        | brasilianischer Fußballspieler                                                                                  | 37    |               |
| 14. November | Ahmed al-Dschabari                                | palästinensischer Milizenführer und Terrorist                                                                   | ~52   |               |
| 14. November | Martin Fay                                        | irischer Musiker                                                                                                | 76    |               |
| 14. November | Bo Grønningsæter                                  | norwegischer Konzertveranstalter                                                                                | 61    |               |
| 14. November | Georg Hartmann                                    | deutscher Schauspieler und Regisseur                                                                            | 86    |               |
| 14. November | Lucien Laferté                                    | kanadischer Skispringer                                                                                         | 93    |               |
| 14. November | Branko Marušić                                    | jugoslawischer Sänger                                                                                           | 75    |               |
| 14. November | Luíz Eugênio Pérez                                | brasilianischer Bischof                                                                                         | 84    |               |
| 14. November | Bill Saito                                        | US-amerikanischer Schauspieler                                                                                  | 75    |               |
| 14. November | Günther Schacht                                   | deutscher Politiker                                                                                             | 83    |               |
| 14. November | Gotfredo Thaler                                   | brasilianischer Schnitzer und Holzbildhauer                                                                     | 72    |               |
| 15. November | Théophile Abega                                   | kamerunischer Fußballspieler und Politiker                                                                      | 58    |               |
| 15. November | Aldivan                                           | brasilianischer Fußballspieler                                                                                  | 36    |               |
| 15. November | Eberhard Berger                                   | deutscher Physiker                                                                                              | 87    |               |
| 15. November | Luís Carreira                                     | portugiesischer Motorradrennfahrer                                                                              | 35    |               |
| 15. November | Mohammed Omar Habeb Dhere                         | somalischer Politiker und Kriegsherr                                                                            | ?     |               |
| 15. November | Ernst Walter Kellermann                           | deutsch-britischer Physiker                                                                                     | 97    |               |
| 15. November | Josef Kloimstein                                  | österreichischer Ruderer                                                                                        | 83    |               |
| 15. November | Andreas Kraus                                     | deutscher Historiker                                                                                            | 90    |               |
| 15. November | Krishna Chandra Pant                              | indischer Politiker                                                                                             | 81    |               |
| 15. November | David Oliver Relin                                | US-amerikanischer Journalist und Autor                                                                          | 49    |               |
| 15. November | Maxim Saury                                       | französischer Jazzmusiker und Bandleader                                                                        | 84    |               |
| 15. November | Silveirinha                                       | brasilianischer Schauspieler                                                                                    | 89    |               |
| 15. November | José Song Sui-Wan                                 | brasilianischer Bischof                                                                                         | 71    | [ 4 ]         |
| 15. November | Frode Thingnæs                                    | norwegischer Musiker und Komponist                                                                              | 72    |               |
| 15. November | William Turnbull                                  | britischer Bildhauer und Maler                                                                                  | 90    |               |
| 15. November | María Santos Gorrostieta Salazar                  | mexikanische Politikerin                                                                                        | 36    |               |
| 16. November | Peter Berghaus                                    | deutscher Numismatiker                                                                                          | 92    |               |
| 16. November | Fernando Casanova                                 | mexikanischer Schauspieler                                                                                      | 86    |               |
| 16. November | Patrick Edlinger                                  | französischer Sportkletterer                                                                                    | 52    |               |
| 16. November | Günter Kröber                                     | deutscher Wissenschaftstheoretiker                                                                              | 79    |               |
| 16. November | Aliu Mahama                                       | ghanaischer Politiker                                                                                           | 66    |               |
| 16. November | Gino Marotta                                      | italienischer Maler und Bildhauer                                                                               | 77    |               |
| 16. November | Rolf Nast-Kolb                                    | deutscher Jurist                                                                                                | 90    |               |
| 16. November | Bob Scott                                         | neuseeländischer Rugbyspieler                                                                                   | 91    |               |
| 16. November | Phillip Yau Wing Choi                             | hongkong-chinesischer Rennsportler                                                                              | 40    |               |
| 17. November | Ilija Argirow                                     | bulgarischer Sänger                                                                                             | 80    |               |
| 17. November | Armand Desmet                                     | belgischer Radrennfahrer                                                                                        | 81    |               |
| 17. November | Lynn Fields                                       | US-amerikanische Schauspielerin                                                                                 | 68    |               |
| 17. November | Günter Käs                                        | deutscher Elektrotechniker                                                                                      | 80    |               |
| 17. November | Martin Schwab                                     | deutscher Volksmusikant                                                                                         | 86    |               |
| 17. November | Bal Thackeray                                     | indischer Politiker                                                                                             | 86    |               |
| 17. November | Margaret Yorke                                    | britische Schriftstellerin                                                                                      | 88    |               |
| 18. November | Emilio Aragón Bermúdez (Miliki)                   | spanischer Clown                                                                                                | 83    |               |
| 18. November | Elena Donaldson-Akhmilovskaya                     | russisch-amerikanische Schachspielerin                                                                          | 55    |               |
| 18. November | Bambus-Klaus                                      | deutscher Schlagersänger                                                                                        | 55    |               |
| 18. November | Stan Greig                                        | britischer Jazzmusiker und Bandleader                                                                           | 82    |               |
| 18. Dezember | Branko Kralj                                      | jugoslawischer Fußballspieler                                                                                   | 88    |               |
| 18. November | Neva Jane Langley                                 | US-amerikanische Schönheitskönigin                                                                              | 79    |               |
| 18. November | William McCarthy, Baron McCarthy                  | britischer Politiker                                                                                            | 87    |               |
| 18. November | Kenny Morgans                                     | walisischer Fußballspieler                                                                                      | 73    |               |
| 18. November | Kyrillos Oikonomopoulos                           | ägyptischer Bischof                                                                                             | 82    |               |
| 18. November | Helmut Sonnenfeldt                                | US-amerikanischer Regierungsbeamter                                                                             | 86    |               |
| 18. November | Harry Trumpold                                    | deutscher Ingenieurwissenschaftler und Politiker                                                                | 84    |               |
| 19. November | Olaf Ansorge                                      | deutscher Fußballspieler, Trainer und Vertriebsmanager bei Volkswagen                                           | 51    |               |
| 19. November | Pete LaRoca                                       | US-amerikanischer Jazz-Schlagzeuger                                                                             | 74    |               |
| 19. November | Albrecht Lempp                                    | deutscher Polonist und Übersetzer                                                                               | 59    |               |
| 19. November | Magnus Lindgren                                   | schwedischer Koch                                                                                               | 30    |               |
| 19. November | Hannie Lips                                       | niederländische Fernsehmoderatorin                                                                              | 88    |               |
| 19. November | Jorge Rossi                                       | argentinischer Radio- und Fernsehmoderator                                                                      | 58    |               |
| 19. November | Warren Rudman                                     | US-amerikanischer Politiker                                                                                     | 82    | [ 5 ]         |
| 19. November | Brigitte Skay                                     | deutsche Schauspielerin                                                                                         | 72    |               |
| 19. November | Boris Strugazki                                   | russischer Schriftsteller                                                                                       | 79    |               |
| 19. November | Hans-Peter Thielen                                | deutscher Schauspieler                                                                                          | 92    |               |
| 19. November | Werner Väth                                       | deutscher Politikwissenschafter                                                                                 | 67    |               |
| 19. November | Gerhard Winkler                                   | österreichischer Altertumswissenschaftler                                                                       | 77    |               |
| 19. November | Walter Winter                                     | deutscher Sinto, Überlebender des Porajmos                                                                      | 93    |               |
| 20. November | Kaspars Astašenko                                 | lettischer Eishockeyspieler                                                                                     | 37    |               |
| 20. November | Pedro Bantigue y Natividad                        | philippinischer Bischof                                                                                         | 92    |               |
| 20. November | Albert Cramer                                     | deutscher Unternehmer                                                                                           | 69    |               |
| 20. November | William Grut                                      | schwedischer Moderner Fünfkämpfer                                                                               | 98    |               |
| 20. November | Peter Koch                                        | deutscher Musikpädagoge und Komponist                                                                           | 87    |               |
| 20. November | David O’Brien Martin                              | US-amerikanischer Politiker                                                                                     | 68    |               |
| 21. November | Berthold Albrecht                                 | deutscher Manager                                                                                               | 58    |               |
| 21. November | Mladen Bašić                                      | jugoslawischer Dirigent                                                                                         | 95    |               |
| 21. November | Knut Degner                                       | deutscher Schauspieler, Hörspielsprecher, Regisseur und Journalist                                              | 62    |               |
| 21. November | Charles Denman, 5. Baron Denman                   | britischer Politiker                                                                                            | 96    |               |
| 21. November | Mr. Food                                          | US-amerikanischer Fernsehkoch und Autor                                                                         | 81    |               |
| 21. November | Wang Houjun                                       | chinesischer Fußballspieler, -trainer und -manager                                                              | 69    |               |
| 21. November | Șerban Ionescu                                    | rumänischer Schauspieler                                                                                        | 62    |               |
| 21. November | Piet Kaas                                         | niederländischer Fußballspieler                                                                                 | 80    |               |
| 21. November | Ajmal Kasab                                       | pakistanischer Terrorist                                                                                        | 25    |               |
| 21. November | Udo Keller                                        | deutscher Unternehmer und Ehrensenator der Universität Tübingen                                                 | 71    |               |
| 21. November | Fritz Niemand                                     | deutscher Verwaltungsangestellter                                                                               | 96    |               |
| 21. November | Nedu Onyeuku                                      | nigerianischer Basketballspieler                                                                                | 29    |               |
| 21. November | Austin Peralta                                    | US-amerikanischer Jazzpianist                                                                                   | 22    |               |
| 21. November | Deborah Raffin                                    | US-amerikanische Schauspielerin                                                                                 | 59    |               |
| 21. November | Nelson Romero                                     | uruguayischer Maler und Zeichner                                                                                | 61    |               |
| 21. November | Hans Schröpf                                      | deutscher Kommunalpolitiker                                                                                     | 74    |               |
| 21. November | Algirdas Šocikas                                  | sowjetischer Boxer                                                                                              | 84    |               |
| 21. November | Emily Squires                                     | US-amerikanische Regisseurin und Drehbuchautorin                                                                | 71    |               |
| 21. November | Mack B. Stokes                                    | US-amerikanischer Bischof                                                                                       | 100   |               |
| 22. November | Diana Birkenfield                                 | US-amerikanische Film- und Fernsehproduzentin                                                                   | 86    |               |
| 22. November | Bryce Courtenay                                   | australischer Schriftsteller                                                                                    | 79    |               |
| 22. November | Rudolf Ducke                                      | deutscher Unternehmer                                                                                           | 93    |               |
| 22. November | Helmut von Hummel                                 | deutscher Privatsekretär und SS-Offizier                                                                        | 102   |               |
| 22. November | Heinz Jagodzinski                                 | deutscher Mineraloge                                                                                            | 96    |               |
| 22. November | Raimund Krauth                                    | deutscher Fußballspieler                                                                                        | 59    |               |
| 22. November | Helmut Müller                                     | deutscher Politiker (SPD), MdL                                                                                  | 81    |               |
| 22. November | Carlo Rancati                                     | italienischer Radrennfahrer                                                                                     | 72    |               |
| 22. November | Ljubow Iwanowna Sadtschikowa                      | sowjetische Eisschnellläuferin                                                                                  | 61    |               |
| 22. November | Paul Shyvers                                      | englischer Regisseur von Live-Musikvideos                                                                       | 41    |               |
| 22. November | K. H. Ting                                        | chinesischer Bischof                                                                                            | 97    |               |
| 22. November | Jan Trefulka                                      | tschechischer Schriftsteller                                                                                    | 83    |               |
| 22. November | Viron P. Vaky                                     | US-amerikanischer Diplomat                                                                                      | 86    |               |
| 22. November | Elisabeth Verlooy                                 | belgische Opernsängerin (Sopran)                                                                                | 79    |               |
| 22. November | Hans Wrage                                        | deutscher Freilichtmaler                                                                                        | 91    |               |
| 23. November | Sava Babić                                        | jugoslawischer bzw. serbischer Literaturwissenschaftler                                                         | 78    | [ 6 ]         |
| 23. November | José Luis Borau                                   | spanischer Filmregisseur                                                                                        | 83    | [ 7 ]         |
| 23. November | Larry Hagman                                      | US-amerikanischer Schauspieler                                                                                  | 81    |               |
| 23. November | Johann Igel                                       | österreichischer Para-Schwimmer                                                                                 | 75    |               |
| 23. November | John Kemeny                                       | US-amerikanischer Filmproduzent                                                                                 | 87    |               |
| 23. November | Tadeusz Kwapień                                   | polnischer Skilangläufer                                                                                        | 89    |               |
| 23. November | Berti Pingel-Capellmann                           | deutsche Tischtennisspielerin                                                                                   | 94    |               |
| 23. November | André Kraan                                       | niederländischer Baseballspieler und Fußballfunktionär                                                          | 85    |               |
| 23. November | Dan Meinking                                      | US-amerikanischer Schachkomponist und Rätselerfinder                                                            | 52    |               |
| 23. November | Alfonso Montemayor                                | mexikanischer Fußballspieler                                                                                    | 90    | [ 8 ]         |
| 23. November | Nelson Prudêncio                                  | brasilianischer Leichtathlet                                                                                    | 68    |               |
| 23. November | Margit Schaumäker                                 | deutsche Schauspielerin, Fernsehansagerin und Dramaturgin                                                       | 87    |               |
| 23. November | Goffredo Stabellini                               | italienischer Fußballspieler                                                                                    | 87    | [ 9 ]         |
| 23. November | Jo Steinebach                                     | deutscher Rock- und Countrymusiker, Musikproduzent und Komponist                                                | 57    |               |
| 24. November | Hector „Macho“ Camacho                            | puerto-ricanischer Boxer                                                                                        | 50    |               |
| 24. November | George Edward Haynsworth                          | US-amerikanischer Bischof                                                                                       | 90    |               |
| 24. November | Antoine Kohn                                      | luxemburgischer Fußballspieler und -trainer                                                                     | 79    |               |
| 24. November | Heinz Werner Kraehkamp                            | deutscher Schauspieler                                                                                          | 63    |               |
| 24. November | Tony Leblanc                                      | spanischer Schauspieler                                                                                         | 90    |               |
| 24. November | Chris Stamp                                       | britischer Musikproduzent und -manager                                                                          | 70    |               |
| 24. November | Tan Chong Tee                                     | Widerstandskämpfer und Badmintonspieler aus Singapur                                                            | 96    |               |
| 24. November | Nicholas Turro                                    | US-amerikanischer Chemiker                                                                                      | 74    |               |
| 24. November | Sebastián Viberti                                 | argentinischer Fußballspieler und -trainer                                                                      | 68    |               |
| 24. November | Yu Yaodong                                        | chinesischer Badmintonspieler                                                                                   | 61    |               |
| 25. November | Joseph Bialot                                     | französischer Schriftsteller                                                                                    | 89    |               |
| 25. November | Peter-Klaus Budig                                 | deutscher Hochschullehrer und Politiker                                                                         | 84    |               |
| 25. November | Juan Carlos Calderón                              | spanischer Songwriter und Musiker                                                                               | 74    |               |
| 25. November | Earl Carroll                                      | US-amerikanischer Sänger                                                                                        | 75    |               |
| 25. November | Dieter Claußen                                    | deutscher Politiker                                                                                             | 76    |               |
| 25. November | Hans-Ulrich Doerig                                | Schweizer Bankmanager                                                                                           | 72    |               |
| 25. November | Horst Görlitz                                     | deutscher Wassersprungtrainer                                                                                   | 91    |               |
| 25. November | Thomas Grochowiak                                 | deutscher Maler                                                                                                 | 97    |               |
| 25. November | Simeon ten Holt                                   | niederländischer Komponist                                                                                      | 89    |               |
| 25. November | Lars Hörmander                                    | schwedischer Mathematiker                                                                                       | 81    |               |
| 25. November | Nailja Achnjafowna Kirejewa                       | sowjetische bzw. russische Mikrobiologin und Hochschullehrerin                                                  | 64    |               |
| 25. November | Hans Kuhn                                         | Schweizer Physikochemiker                                                                                       | 92    |               |
| 25. November | Johann Neuhold                                    | österreichischer Landwirt und Politiker (ÖVP), Bürgermeister von Perlsdorf, Landtagsabgeordneter der Steiermark | 79    |               |
| 25. November | Juan Pereda Asbún                                 | bolivianischer Politiker                                                                                        | 81    |               |
| 25. November | Tom Robinson                                      | bahamaischer Leichtathlet                                                                                       | 74    | [ 10 ]        |
| 25. November | Roy Severn                                        | britischer Bauingenieur                                                                                         | 83    |               |
| 25. November | Dave Sexton                                       | englischer Fußballspieler und -trainer                                                                          | 82    |               |
| 25. November | Dinah Sheridan                                    | englische Schauspielerin                                                                                        | 92    |               |
| 26. November | Theo Brandmüller                                  | deutscher Komponist                                                                                             | 64    |               |
| 26. November | Celso Advento Castillo                            | philippinischer Filmregisseur                                                                                   | 69    |               |
| 26. November | Diether Haas                                      | deutscher Verwaltungsjurist und Staatsrat                                                                       | 91    |               |
| 26. November | Josef Hoben                                       | deutscher Schriftsteller und Literaturhistoriker                                                                | 58    |               |
| 26. November | Josip Lovrić                                      | jugoslawischer bzw. kroatischer Schiffbauingenieur                                                              | 84    |               |
| 26. November | Peter Marsh                                       | US-amerikanischer Tischtennisspieler                                                                            | 64    |               |
| 26. November | Joseph Edward Murray                              | US-amerikanischer Chirurg                                                                                       | 93    |               |
| 26. November | Leo Pallwein-Prettner                             | österreichischer Politiker und Rot-Kreuz-Präsident                                                              | 75    |               |
| 26. November | Martin Richards                                   | US-amerikanischer Filmproduzent                                                                                 | 80    |               |
| 26. November | Volkmar Sebb                                      | deutscher Fotograf, Maler und Objektkünstler                                                                    | 70    |               |
| 26. November | Julius Veselka                                    | litauischer Politiker                                                                                           | 69    |               |
| 26. November | Rolf Zischeck                                     | deutscher Fußball- und Handballspieler                                                                          | 78    |               |
| 27. November | Hans Angerer                                      | deutscher Verwaltungsjurist                                                                                     | 70    | [ 11 ]        |
| 27. November | Mickey Baker                                      | US-amerikanischer Jazzmusiker                                                                                   | 87    |               |
| 27. November | Viacheslav Belavkin                               | russisch-britischer Mathematiker                                                                                | 66    |               |
| 27. November | Gilbert Clements                                  | kanadischer Politiker                                                                                           | 84    |               |
| 27. November | René Hengel                                       | luxemburgischer Politiker                                                                                       | 84    |               |
| 27. November | Érik Izraelewicz                                  | französischer Journalist                                                                                        | 58    |               |
| 27. November | Pascal Kalemba                                    | kongolesischer Fußballspieler                                                                                   | 33    |               |
| 27. November | Bob Kellett                                       | britischer Filmregisseur, -produzent und Drehbuchautor                                                          | 84    |               |
| 27. November | Ladislas Kijno                                    | französischer Maler                                                                                             | 91    |               |
| 27. November | Marvin Miller                                     | US-amerikanischer Gewerkschafter und Baseballfunktionär                                                         | 95    |               |
| 27. November | Frederick Neumann                                 | US-amerikanischer Schauspieler                                                                                  | 86    |               |
| 27. November | Ōtsuka Tadahiko                                   | japanischer Karatemeister                                                                                       | 72    | (PDF; 1,1 MB) |
| 27. November | Lennart Samuelsson                                | schwedischer Fußballspieler und -trainer                                                                        | 88    |               |
| 27. November | Bert Marco Schuldes                               | deutscher Heilpraktiker und Autor                                                                               | 57    |               |
| 27. November | Assane Seck                                       | senegalesischer Politiker                                                                                       | 93    |               |
| 28. November | Knut Ahnlund                                      | schwedischer Literaturhistoriker                                                                                | 89    |               |
| 28. November | Alex Crisovan                                     | Schweizer Schachjournalist, -autor und -funktionär                                                              | 93    |               |
| 28. November | Gloria Davy                                       | US-amerikanische Opernsängerin                                                                                  | 81    |               |
| 28. November | Ab Fafié                                          | niederländischer Fußballspieler und -trainer                                                                    | 71    |               |
| 28. November | Fidélis                                           | brasilianischer Fußballspieler                                                                                  | 68    | [ 12 ]        |
| 28. November | Jakes Gerwel                                      | südafrikanischer Politiker                                                                                      | 66    |               |
| 28. November | Dragutin Haramija                                 | jugoslawischer Politiker                                                                                        | 89    |               |
| 28. November | James D. Hodgson                                  | US-amerikanischer Politiker                                                                                     | 96    |               |
| 28. November | Herbert Krolikowski                               | deutscher Diplomat                                                                                              | 88    |               |
| 28. November | Gergely Márk                                      | ungarischer Rosenzüchter                                                                                        | 89    |               |
| 28. November | Cosimo Nocera                                     | italienischer Fußballspieler                                                                                    | 74    |               |
| 28. November | Don Rhymer                                        | US-amerikanischer Drehbuchautor                                                                                 | 51    |               |
| 28. November | Spain Rodriguez                                   | US-amerikanischer Comic-Zeichner und Autor                                                                      | 72    |               |
| 28. November | Rudolf Schieler                                   | deutscher Politiker                                                                                             | 84    |               |
| 28. November | Franco Ventriglia                                 | US-amerikanischer Opernsänger                                                                                   | 90    |               |
| 28. November | Igor Wuloch                                       | russischer Künstler                                                                                             | 74    |               |
| 28. November | Zig Ziglar                                        | US-amerikanischer Buchautor und Motivationstrainer                                                              | 86    |               |
| 29. November | Friedrich Wilhelm Ahnefeld                        | deutscher Mediziner                                                                                             | 88    |               |
| 29. November | Sherab Palden Beru                                | tibetanischer Künstler                                                                                          | ~101  |               |
| 29. November | Karl-Heinz Breuker                                | deutscher Mediziner                                                                                             | 73    |               |
| 29. November | Gerlinde Haid                                     | österreichische Volksmusikforscherin                                                                            | 69    |               |
| 29. November | Ulrich Kühn                                       | deutscher Theologe                                                                                              | 80    |               |
| 29. November | Susan Luckey                                      | US-amerikanische Schauspielerin                                                                                 | 74    |               |
| 29. November | Christel Merian                                   | deutsche Schauspielerin und Synchronsprecherin                                                                  | 79    | [ 13 ]        |
| 29. November | Itzchak Parnas                                    | israelischer Pharmakologe und Neurobiologe                                                                      | 77    |               |
| 29. November | Marie-Jacques Perrier                             | französische Journalistin und Sängerin                                                                          | 88    |               |
| 29. November | Merv Pregulman                                    | US-amerikanischer American-Football-Spieler                                                                     | 90    |               |
| 29. November | Buddy Roberts                                     | US-amerikanischer Wrestler                                                                                      | 67    |               |
| 29. November | Klaus Schütz                                      | deutscher Politiker                                                                                             | 86    |               |
| 29. November | Werner Seibold                                    | deutscher Sportschütze                                                                                          | 64    |               |
| 29. November | Ben Tatar                                         | US-amerikanischer Schauspieler                                                                                  | 82    |               |
| 29. November | Jacek Woźniakowski                                | polnischer Schriftsteller und Journalist                                                                        | 92    |               |
| 30. November | Mario Ardizzon                                    | italienischer Fußballspieler                                                                                    | 74    |               |
| 30. November | Kélétigui Diabaté                                 | malischer Musiker                                                                                               | 81    |               |
| 30. November | Inder Kumar Gujral                                | indischer Politiker                                                                                             | 92    |               |
| 30. November | Konrad Halver                                     | deutscher Schauspieler, Hörspielproduzent und Synchronsprecher                                                  | 68    | [ 14 ]        |
| 30. November | Allen Joseph                                      | US-amerikanischer Schauspieler                                                                                  | 93    |               |
| 30. November | István Molnár                                     | ungarischer Oberstleutnant, Botschafter in Indonesien und Kanada                                                | 84    |               |
| 30. November | Maria Müller-Lussnigg                             | österreichische Schauspielerin, Radiomoderatorin und Schriftstellerin                                           | 98    |               |
| 30. November | Walter Rennschuh                                  | deutscher Leichtathlet                                                                                          | 94    |               |
| 30. November | Homer R. Warner                                   | US-amerikanischer Kardiologe                                                                                    | 90    |               |
| 30. November | Alvy West                                         | US-amerikanischer Jazzmusiker, Komponist, Arrangeur and Bandleader                                              | 97    |               |

### Datum unbekannt
| Zeitangabe                    | Name           | Beruf, bekannt als                                                | Alter | Beleg  |
| ----------------------------- | -------------- | ----------------------------------------------------------------- | ----- | ------ |
| Nachruf vom 8. November       | Christian Kind | Schweizer Journalist                                              | 85    |        |
| Nachruf vom 17. November 2024 | Branko Elsner  | jugoslawischer bzw. slowenischer Sportpädagoge und Fußballtrainer |       | [ 15 ] |